# Баррандов (киностудия)
Киносту́дия «Барра́ндов» (чеш. Barrandov Studio) — чешская (ранее — чехословацкая) студия по производству фильмов, основанная в 1921 году. До 1930-х годов была известна как «Акционерное общество A-B».

## История
Основана в 1921 году братьями Вацлавом Гавелом (отец будущего президента Чехии) и Милошем Гавелом. До 1930-х годов была известна как «Акционерное общество A-B».
Получивший в будущем международную известность комплекс павильонов студии был построен в начале 1930-х годов (начало строительства — 28 ноября 1931 года) в пяти километрах от Праги в пригородном районе Баррандов, названном в честь французского палеонтолога Йоахима Барранда. На площади более 45 гектаров архитектор Макс Урбан, ранее имевший опыт киносъёмок, применил не только свои архитектурные навыки, но и знания специфики кинодела: территория была застроена многочисленными съёмочными павильонами, мастерскими костюмов и декораций, складами реквизита. Отмечалось техническое оснащение студии — оно было одним из самых инновационных в Европе. В дальнейшем (1937) на Международной выставке искусства и техники, проходившей в Париже, Урбан получил Гран-при за проект киностудии «Баррандов» (англ. Barrandov Studios). Первый фильм был выпущен в марте 1933 — детектив режиссёра Сватоплука Иннемана «Убийство на Островной улице».

## Фильмография
- 1944 — Долина — нем. Tiefland (реж. Лени Рифеншталь), на экраны вышел в 1954 году
- 1958 — Гражданин Брих (реж. Отокар Вавра)
- 1959 — Король Шумавы (реж. Карел Кахиня)
- 1959 — Принцесса с золотой звездой (реж. Мартин Фрич
- 1964 — Икар-1 (реж. Индржиха Полака)
- 1964 — Лимонадный Джо (реж. Олдржих Липский)
- 1970 — Похождения красавца-драгуна (реж. Иржи Секвенс)
- 1971 — Принц Баяя (реж. Антонин Кахлик)
- 1972 — Ловкость рук, Ваше Величество! (реж. Эрвин Штранка)
- 1976 — Русалочка (реж. Карел Кахиня)
- 1982 — Вампир от Ферата (реж. Юрай Герц)
- 1986 — Кукушка в тёмном лесу (реж. Антонин Москалик)
- 1986 — Осьминожки со второго этажа (реж. Индржих Полак)
- 1992 — Чёрные бароны (реж. Зденек Сировы)
- 1993 — Тайна головоломки (реж. Петр Котек)
- 1996 — Миссия невыполнима (реж. Брайан Де Пальма)
- 2001 — История рыцаря (реж. Брайан Хелгеленд)
- 2002 — Идентификация Борна (реж. Даг Лайман)
- 2003 — Шанхайские рыцари (реж. Дэвид Добкин)
- 2004 — Чужой против Хищника (реж. Пол У. С. Андерсон)
- 2005 — Оливер Твист (реж. Роман Полански)
- 2005 — Братья Гримм (реж. Терри Гиллиам)
- 2005 — Хроники Нарнии: Лев, колдунья и платяной шкаф (реж. Эндрю Адамсон)
- 2006 — Казино «Рояль» (реж. Мартин Кэмпбелл)
- 2006 — Иллюзионист (реж. Нил Бёргер)
- 2009 — Бросок кобры (реж. Стивен Соммерс)
- 2013 — Сквозь снег (реж. Пон Чжун Хо)

### Советские и российские фильмы
- 1947 — Весна (реж. Григорий Александров)
- 1949 — Падение Берлина (реж. Михаил Чиаурели, Мери Анджапаридзе)
- 1958 — Удивительное воскресенье (реж. Ченек Дуба)
- 1959 — Майские звёзды (реж. Станислав Ростоцкий)
- 1962 — Большая дорога (реж. Юрий Озеров)
- 1965 — Пущик едет в Прагу (реж. Лев Голуб)
- 1972 — Игрок (реж. Алексей Баталов)
- 1973 — Попутный ветер (реж. Эльдар Кулиев)
- 1974 — Скворец и Лира (реж. Григорий Александров)
- 1977 — Солдаты свободы (реж. Юрий Озеров)
- 1978 — Кентавры (реж. Витаутас Жалакявичюс)
- 1978 — Трасса (реж. Наталья Трощенко, Анатолий Вехотко)
- 1981 — Фронт в тылу врага (реж. Игорь Гостев)
- 1982 — Сказка странствий (реж. Александр Митта)
- 1985 — Битва за Москву (реж. Юрий Озеров)
- 1985 — Мальчик-с-пальчик (реж. Гунар Пиесис)
- 1986 — Борис Годунов (реж. Сергей Бондарчук)
- 1988 — Пилоты (реж. Отакар Фука, Игорь Битюков)
- 1989 — Сталинград (реж. Юрий Озеров)
- 1990 — Подземелье ведьм (реж. Юрий Мороз)
- 1998 — Сибирский цирюльник (реж. Никита Михалков)
- 2000 — Романовы. Венценосная семья (реж. Глеб Панфилов)
- 2007 — 1612: хроники смутного времени (реж. Владимир Хотиненко)
- 2011 — Реальная сказка (реж. Андрей Мармонтов), звуковое оформление
- 2000—2012 — Трудно быть богом (реж. Алексей Герман)